# Gülek
Gülek ist ein Ort im Landkreis Tarsus der türkischen Provinz Mersin. Bis 2012 war Gülek eine Gemeinde mit zuletzt 2.934 Einwohnern und wurde dann nach einer Gebietsreform zum Ortsteil der Kreisstadt Tarsus. Der Ort liegt etwa 40 Kilometer nördlich der Kreisstadt und 50 Kilometer nordöstlich der Provinzhauptstadt Mersin. Durch Gülek verläuft von Norden nach Süden die Fernstraße D-750. Der Ort liegt auf 1131 Metern Höhe am Ostende des zum Taurusgebirge gehörigen Gebirgszuges Bolkar Dağları, östlich davon durchbricht die Kilikische Pforte die Tauruskette. Im Türkischen ist sie nach dem Ort Gülek Boğazı (Gülek-Schlucht) benannt.
Etwas südlich des Ortes zweigt von der Fernstraße nach Osten ein Fahrweg ab, der in zahlreichen Serpentinen nach sechs Kilometern zur Burgruine Gülek Kalesi führt. Die kleinarmenische Burg aus dem 12./13. Jahrhundert bewachte die Kilikische Pforte, die seit dem Altertum den wichtigsten Taurusübergang und die Verbindung vom anatolischen Kernland nach Syrien darstellte.